# Пучењак
 Пучењак је мало ненасељено острво у хрватском делу Јадранског мора.
Пучењак се налази 1,5 км северозападно од рта. Блаце на полуострву Пељешцу. Површина острва износи 0,0333 км². Дужина обалске линије је 0,67 км..